# بی‌آرپی کزون (پی‌اس-۷۰)
بی‌آرپی کزون (پی‌اس-۷۰) (به انگلیسی: BRP Quezon (PS-70)) یک کشتی است که طول آن ۲۲۱٫۶۷ فوت (۶۷٫۵۷ متر) می‌باشد. این کشتی در سال ۱۹۴۳ ساخته شد.